# Heinrich von Gagern
placa comemorativa
Vista da sepultura.
Heinrich Wilhelm August Freiherr von Gagern (20 de agosto de 1799 - 22 de maio de 1880) foi um político alemão que defendeu a unificação da Alemanha.

## Carreira
Em maio de 1848 foi eleito para chefiar a Assembléia de Frankfurt, formada após a revolução alemã de 1848-1849. A partir desse posto, ele nomeou João de Habsburgo como regente do Império, sem ter consultado os príncipes da Confederação Germânica, e formou um governo central provisório.